# Pseudallodiscus tataensis
Pseudallodiscus tataensis är en snäckart som beskrevs av Frank Climo 1971. Pseudallodiscus tataensis ingår i släktet Pseudallodiscus och familjen Charopidae. Inga underarter finns listade i Catalogue of Life.